# Rallus longirostris
Il porciglione americano o rallo beccolungo (Rallus longirostris Boddaert, 1783) è un uccello della famiglia dei Rallidi originario delle Americhe.

## Tassonomia
Attualmente vengono riconosciute le seguenti sottospecie:
- R. l. phelpsi Wetmore, 1941 (Colombia nord-orientale, Venezuela nord-occidentale)
- R. l. dillonripleyi Phelps & Aveledo, 1987 (Venezuela nord-orientale)
- R. l. margaritae Zimmer e Phelps, 1944 (isola di Margarita, al largo del Venezuela);
- R. l. pelodramus Oberholser, 1937 (regioni costiere degli Stati Uniti sud-orientali);
- R. l. longirostris Boddaert, 1783 (regioni costiere della Guiana);
- R. l. crassirostris Lawrence, 1871 (regioni costiere del Brasile);
- R. l. cypereti Taczanowski, 1878 (regione costiera estesa dalla Colombia sud-occidentale al Perù nord-occidentale).

La sottospecie R. Longirostris crepitans è ora considerata una specie a sé stante (Rallus crepitans).

## Descrizione
Il porciglione americano è un rallo delle dimensioni di un pollo domestico (30,5–34 cm) che si libra in volo solo raramente. La colorazione è generalmente marrone-grigiastra, con il petto di colore castano chiaro e una caratteristica macchia bianca sotto la coda. Il becco si incurva verso il basso solo leggermente. La sottospecie R. l. waynei, endemica di Trinidad, si caratterizza per le regioni superiori più marcatamente chiazzate di nero.

## Distribuzione e habitat
Il porciglione americano è diffuso lungo le coste orientali del Nordamerica, di alcune isole dei Caraibi e delle regioni settentrionali del Sudamerica, fino al Brasile orientale. Lungo le coste del Pacifico, nidifica dalle regioni centrali della California, attraverso tutto il Messico, fino al Perù nord-occidentale.
Malgrado occupi un areale così vasto, il porciglione americano è divenuto molto raro lungo le coste occidentali degli Stati Uniti, a causa della bonifica delle paludi costiere. La popolazione più numerosa della sottospecie occidentale, il porciglione americano della California (R. l. obsoletus), costituita da 1000-1500 esemplari, vive nella baia di San Francisco; una popolazione più piccola, diffusa nell'entroterra, vive lungo il fiume Colorado. Le popolazioni stanziate lungo le coste orientali degli Stati Uniti non sono minacciate, sebbene siano notevolmente diminuite a causa della distruzione dell'habitat.

## Biologia
Questa specie si nutre di crostacei, insetti acquatici e piccoli pesci. Va in cerca di cibo camminando nell'acqua bassa o sulle distese di fango, immergendo talvolta il lungo becco per percepire la presenza di una possibile preda.
Il nido, fatto di ramoscelli, viene costruito generalmente tra le radici delle mangrovie; in esso, la femmina depone 3-7 uova di colore camoscio, ricoperte da macchioline viola.